# Герус, Андрей Михайлович
Андрей Михайлович Герус (укр. Андрій Михайлович Герус; род. 18 марта 1982, Нововолынск, Волынская область, УССР, СССР) — украинский государственный и политический деятель. Представитель Президента Украины Владимира Зеленского в Кабинете Министров Украины (22 мая — 11 ноября 2019 года).
Народный депутат Украины IX созыва от партии «Слуга народа».

## Биография
Родился в шахтёрской семье. Окончил экономический факультет Львовского национального университета имени Ивана Франко (специальность «Экономическая кибернетика»), получил диплом МВА в Гренобльской школе бизнеса (Лондон).
2003—2007 — аналитик инвестиционной деятельности, директор по торговой и инвестиционной деятельности в концерне «Галнафтогаз». 2007—2014 года — директор по инвестиционной деятельности Concorde Capital. С 2015 года — исполнительный директор Concorde Capital.
2014—2015 — член Национальной комиссии, осуществляющей государственное регулирование в сферах энергетики и коммунальных услуг (НКРЕКП).
2015 — кандидат в депутаты Киевсовета от партии «Самопомощь». С 2017 года — председатель общественной организации «Ассоциация потребителей энергетики и коммунальных услуг». Был одним из главных критиков формулы топливного ценообразования «Роттердам плюс».
Член команды кандидата в президенты 2019 года Владимира Зеленского. Кандидат в народные депутаты от партии «Слуга народа» на парламентских выборах 2019 года, № 17 в списке.
С 22 мая по 11 ноября 2019 года — представитель Президента Украины в Кабинете Министров Украины.
Проживает в Киеве.

## Политическая деятельность
Верховная Рада 18 сентября приняла поправку А. Геруса в закон Украины "О рынке электроэнергии", позволив покупать по двусторонним договорам электроэнергию из РФ. Главным импортером российского тока в Украину, начавшегося 1 октября 2019 года, стала компания «Юнайтед Энерджи, которая близка к олигарху Игорю Коломойскому. По версии народного депутата Анны Скороход, А.Герус получил 400 тыс. долларов взятки за открытие импорта из РФ.
4 октября на сайте президента Украины была зарегистрирована петиция о запрете импорта тока из России, который возник благодаря народному депутату Украины Андрею Герусу. В декабре парламент отменил поправку Геруса, позволявшую импорт тока с РФ по двусторонним договорам, однако возможность импорта электроэнергии на «рынок на сутки вперед» осталась. В начале апреля импорт тока из РФ и Беларуси было остановлен. Но уже в апреле попытки вернуть импорт возобновились.
Импорт электроэнергии из РФ вызвал кризис в энергетической отрасли, а также остановку энергетических и угольных предприятий. Но со стороны Андрея Геруса не принималось решений, которые могли бы улучшить ситуацию.
8 мая работники угольных предприятий Украины зарегистрировали петицию на сайте президента Украины с требованием уволить А.Геруса из-за того, что он спровоцировал кризис в отрасли и долги перед шахтерами.
После подачи деклараций по итогам 2019 А.Герус оказался в списке самых богатых депутатов фракции Слуга народа с имуществом и средствами в размере 38 млн грн. Он был организатором схемы «Золотой ключик» на энергетическом рынке, которая позволяла получать прибыль приближенным компаниям благодаря инсайдерской информации и руководству в НКРЕКУ.
В июле 2020 А.Герус сообщил о своих переговорах с белорусскими властями по экспорту электроэнергии в Беларусь, однако МИД раскритиковал его позицию, подчеркнув, что нардеп может вступать в отношения с иностранными государствами только от своего имени, а не от имени Украины.

## Другое
6 ноября 2019 года Герус участвовал в драке с Олегом Ляшко, это произошло в аэропорту Борисполь. Ляшко обвинил Андрея в лоббировании российских интересов после того, как ВРУ разрешила импорт электроэнергии из Беларуси и России.
5 декабря 2019 года суд обязал СБУ и НАБУ возбудить уголовное дело против Геруса в связи с возможной государственной изменой и злоупотреблением властью. Дело должны возбудить по заявлению Олега Ляшко.
В январе 2020 года Герус возглавил антирейтинг руководителей энергетической отрасли. Рейтинг был составлен согласно результатам опроса населения социологической группой «Рейтинг».
В июле 2020 года Специализированная антикоррупционная прокуратура начала уголовное производство по злоупотреблениям на рынке электроэнергии, коррупционными схемами в энергоотрасли и открытию импорта электроэнергии из России.